# L'amour, c'est comme un jour
L'amour, c'est comme un jour è un brano musicale di Charles Aznavour, scritto da Yves Stéphane e dallo stesso Aznavour.

## Il testo
L'amour, c'est comme un jour è una delle tante canzoni d'amore di Aznavour, dove prevalgono la nostalgia e il ricordo di un amore ormai finito. Dove tuttavia l'esperienza d'amore è descritta come essenzialmente effimera.

## Altre versioni
La canzone ebbe un grande successo è fu tradotta in varie lingue: la versione italiana, con il titolo L'amore è come un giorno, fu pubblicata nel 1964, con il testo di Sergio Bardotti. La versione inglese, con il titolo Tomorrow is My Turn, con testi di Marcel Stellman, fu incisa da Nina Simone e fu inclusa nel suo album del 1965 I Put a Spell on You. 